# Sorbus leptophylla
Sorbus leptophylla là một loài thực vật thuộc họ Rosaceae. Đây là loài đặc hữu của Vương quốc Anh.